# Resusantagonisme
Resusantagonisme treedt op als een resusnegatieve vrouw in verwachting is van een resuspositief kind. Als rode bloedcellen van de foetus (vooral bij de bevalling/keizersnede, maar ook bij vruchtwaterpunctie) in de bloedbaan van de moeder terechtkomen kunnen die de productie van antistoffen veroorzaken, wat bij latere zwangerschappen problemen bij de vrucht kan geven doordat de antilichamen een gevaar vormen voor de foetus.
Resusantilichamen kunnen in de bloedbaan van de baby de rode bloedcellen (voor een gedeelte) vernietigen met bloedarmoede tot gevolg. Het bij de afbraak geproduceerde bilirubine kan hersenbeschadigingen veroorzaken en mogelijk de dood van de baby. Als blijkt dat bij een vruchtwaterpunctie een hoog bilirubinegehalte gemeten wordt kan prenataal om de twee weken een bloedtransfusie gegeven worden, waarna de bevalling rond de 33e week wordt ingeleid.
Ter voorkoming van deze complicatie wordt in geval van resusincompatibiliteit Rh0(D)-immunoglobuline preventief toegediend aan de moeder om het aanmaken van resusantistoffen te voorkomen.

## Erfelijkheid
Een resusnegatieve moeder kan een positief kind hebben als de vader van het kind resuspositief is. Is de vader homozygoot resuspositief (en de moeder negatief), dan zal het kind altijd heterozygoot resuspositief zijn. In dat geval treedt dus resusantagonisme op. Is de vader heterozygoot resuspositief, dan zal het kind met 50% kans resuspositief zijn.
In de geschiedenis zijn vrouwen bekend die een gezond kind hadden en daarna alleen miskramen kregen. Een bekend voorbeeld hiervan is Anna Boleyn, moeder van Elizabeth I. In zo'n geval is het zeer goed mogelijk dat er sprake was van resusantagonisme. Had een vrouw meerdere miskramen maar ook gezonde kinderen, dan was er misschien sprake van een heterozygoot resuspositieve vader.